# Missouri Valley
Missouri Valley és una població dels Estats Units a l'estat d'Iowa. Segons el cens del 2000 tenia 2.992 habitants.

## Demografia
Segons el cens del 2000, Missouri Valley tenia 2.992 habitants, 1.222 habitatges, i 779 famílies. La densitat de població era de 380 habitants/km².
Dels 1.222 habitatges en un 30,2% hi vivien nens de menys de 18 anys, en un 49,5% hi vivien parelles casades, en un 10,1% dones solteres, i en un 36,2% no eren unitats familiars. En el 31,7% dels habitatges hi vivien persones soles el 16,9% de les quals corresponia a persones de 65 anys o més que vivien soles. El nombre mitjà de persones vivint en cada habitatge era de 2,35 i el nombre mitjà de persones que vivien en cada família era de 2,96.
Per edats la població es repartia de la següent manera: un 23,6% tenia menys de 18 anys, un 9,2% entre 18 i 24, un 28,1% entre 25 i 44, un 19,6% de 45 a 60 i un 19,5% 65 anys o més.
L'edat mediana era de 38 anys. Per cada 100 dones de 18 o més anys hi havia 85,4 homes.
La renda mediana per habitatge era de 36.594 $ i la renda mediana per família de 47.250 $. Els homes tenien una renda mediana de 28.109 $ mentre que les dones 22.396 $. La renda per capita de la població era de 18.031 $. Entorn del 3,1% de les famílies i el 5,6% de la població estaven per davall del llindar de pobresa.

## Poblacions més properes
El següent diagrama mostra les poblacions més properes.